# 海南留萼木
海南留萼木（学名：Blachia chunii），为大戟科留萼木属下的一个植物种。